# Kasttjärnen, Jämtland
Kasttjärnen är en sjö i Bräcke kommun i Jämtland och ingår i Ljungans huvudavrinningsområde. Sjön har en area på 0,0632 kvadratkilometer och ligger 337 meter över havet.

## Delavrinningsområde
Kasttjärnen ingår i det delavrinningsområde (695939-146259) som SMHI kallar för Utloppet av Hungsjön. Medelhöjden är 371 meter över havet och ytan är 48,28 kvadratkilometer. Räknas de 19 avrinningsområdena uppströms in blir den ackumulerade arean 212,54 kvadratkilometer. Gimån som avvattnar avrinningsområdet har biflödesordning 2, vilket innebär att vattnet flödar genom totalt 2 vattendrag innan det når havet efter 237 kilometer. Avrinningsområdet består mestadels av skog (68 procent). Avrinningsområdet har 9,6 kvadratkilometer vattenytor vilket ger det en sjöprocent på 19,9 procent.